# Pierre Bourgeois
Pierre Bourgeois (Charleroi, 4 december 1898 - Sint-Agatha-Berchem, 25 mei 1976) was een Belgische dichter, schrijver, journalist en filmmaker. Hij had een grote invloed op de verspreiding van de abstracte kunst in België.

## Biografie
Pierre Bourgeois had gedurende gans zijn leven een grote invloed op de Belgische kunstwereld. Hij was de drijvende kracht in belangrijke artistieke middens van de tussenoorlogse periode in België.
Reeds in 1919 organiseerde hij de eerste tentoonstelling van zijn vriend René Magritte, die later drie portretten van hem maakte. Hoewel hij hoofdzakelijk in Franstalige Brusselse middens verkeerde stond hij ook in nauw contact met Vlaamse kunstenaars zoals Paul Van Ostaijen (tijdens diens Brusselse periode), Felix De Boeck, Victor Servranckx en vooral Karel Maes.
Hij was de jongere broer van de architect Victor Bourgeois met wie hij van 1922 tot 1929 "7 Arts" oprichtte. Dit was een Franstalig Brussels avant-garde tijdschrift dat het abstract modernisme (‘Zuivere Beelding’ ("Plastique Pure")) promootte en die kunst in alle aspecten van het dagelijks leven als een eenheid wou invoeren via 7 kunstvormen (schilderkunst, beeldhouwkunst, decoratieve kunsten, architectuur, literatuur, muziek en de film als 7de kunst). Eén van de redacteurs was Charles Dekeukeleire. Pierre Bourgeois was zaakvoerder en zelf ook redacteur. 7 Arts werd uitgegeven door de uitgeverij L’Equerre, eveneens een initiatief van Victor en Pierre Bourgeois.
Na het verdwijnen van 7 Arts werd Bourgeois hoofdredacteur van een krant, L’Aurore, die slechts 3 maanden verscheen. Daarna was in 1931 medeoprichter en redacteur van het "Journal des Poètes".
Hij was actief in de Belgische Werkliedenpartij, onder andere bij de van de coöperatieve drukkerij en de stichting van de afdeling "kunst.
Hij publiceerde ongeveer 800 gedichten. Honderden pagina's zijn nog steeds niet gepubliceerd (waaronder een tijdschrift in 35 delen).
Bourgeois was ook actief in de filmwereld. In 1929 inspireerde Pierre Bourgeois Charles Dekeukeleire voor het maken van zijn avant-garde film "Histoire de détective" en speelde er de hoofdrol in.
Hij was ook zelf filmmaker en produceerde documentaires, zoals de propagandafilm "Word mijnwerker!" uit 1947, in opdracht van het ministerie van Arbeid en Sociale Voorzorg,die werklozen aanmoedigde om mijnwerker te worden, De titel van deze film wordt gebruikt voor een modulair lessenpakket voor het secundair onderwijs over de geschiedenis van de kolenmijnen.
In 1952 realiseerde hij "Spoorwegen en stations in een heuvel", een zes minuten durende zwart-witfilm over de Noord-Zuidverbinding en het Centraal Station.
In 1960 ontmoette Pierre Bourgeois de kunstenares Berthe Dubail met wie hij een diepe vriendschap sloot. Hij had een grote invloed op de verdere ontwikkeling van haar kunst.
Pierre Bourgeois overleed op 25 mei 1976 in Sint-Agatha-Berchem.